# Sander van der Marck
Sander van der Marck  (20 december 1972) is een voormalig Nederlandse roeier. Hij nam eenmaal deel aan de Olympische Spelen, maar won hierbij geen medailles.
In 1996 maakte hij zijn debuut op de Olympische Spelen van Atlanta. Bij het onderdeel dubbelvier werd hij in de eerste serie van de eliminaties tweede in 6.06,98, in de tweede halve finale vierde in 6.03,72 en in de B-finale moest hij genoegen nemen met een tiende plaats in 5.55,15.
In zijn actieve tijd was hij lid van R.V. Alphen in Alphen aan den Rijn en Laga in Delft.

## Palmares

### Roeien (dubbelvier)
- 1990: 9e WK junioren in Aiguebelette - 6.05,42
- 1995: 5e WK in Tampere - 6.17,75
- 1996: 10e OS in Atlanta - 5.55,15

### Roeien (dubbeltwee)
- 1993: 1e Nations Cup (voorloper onder 23 WK)

Pieter van Andel · 
Joris Loefs · 
Sander van der Marck · 
Adri Middag